# Destroy Lonely
Боббі Уордел Сандімані III (англ. Bobby Wardel Sandimanie III), відомий під псевдонімом Destroy Lonely — американський репер. Найбільш відомий своїм мікстейпом No Stylist, який посів 91 місце в Billboard 200. Є сином репера I-20, який був підписаний на лейбл Ludacris Disturbing tha Peace.
На початку 2021 року підписав контракт з лейблом Playboi Carti Opium через Interscope Records та Ingrooves і часто асоціюється зі своїм колегою по лейблу Ken Carson. Журнал Rolling Stone описує його «динамічні, але водночас кричущі» інструментальні партії та унікальну естетику, що складається з темного вбрання та дизайнерського одягу.

## Біографія
Боббі Уордел Сандімані ІІІ народився в Атланті, штат Джорджія, 30 липня 2001 року. У нього є дві молодші сестри і старший брат, яких він вважає зведеними братами і сестрами. Він згадує, що відчуває себе більше як єдина дитина. Він виріс, займаючись фрістайлом під впливом свого батька, американського репера I-20. У шостому класі пішов на домашнє навчання з дозволу бабусі, колишньої вчительки. Повернувся до школи у дев'ятому та десятому класах, де, як він згадує, зловживав ксанаксом. Він пояснює походження частини свого сценічного псевдоніму «Destroy» відчуттям того, що зловживання наркотичними речовинами руйнує його. Свої підліткові роки він провів на самоті, звідки, за його словами, походить частина його сценічного псевдоніма «Lonely». Під час навчання в школі, він знайшов сили в письменництві.

## Кар'єра
Destroy Lonely почав займатися музикою у віці 14 років, створивши свої перші пісні у студії звукозапису в школі. У школі він познайомився з двома своїми найкращими друзями, Texaco і Nezzus, які продюсували багато його ранніх робіт і продовжували працювати з ним над пізнішими проектами. Одразу після знайомства з Неззусом вони почали записувати свій перший проект, NezzusDestroyed. Пізніше Lonely продовжить набирати популярність зі своїм треком Bane, який вийшов у 2019 році.
25 вересня 2020 року Destroy Lonely випустив свій третій мікстейп під назвою «</3» (альтернативна назва - Broken Hearts), а через місяць, 31 жовтня 2020 року, випустив делюкс-видання під назвою «</3²». Після виходу альбому «</3» у 2020 році та уваги з боку Bane, Destroy Lonely був помічений Playboi Carti у грудні 2020 року після виходу кліпу на його пісню Oh Yeah. На початку 2021 року він підписав контракт зі звукозаписним лейблом Карті, Opium.
У квітні 2021 року з'явився у кліпі Playboi Carti на пісню Sky. У квітні 2022 року його оголосили виконавцем на фестивалі Lyrical Lemonade Summer Smash. У липні 2022 року Destroy Lonely з'явився на студійному альбомі X частого співавтора Кена Карсона. Також у липні 2022 року він з'явився на синглі Forever Pt. 2 репера з Атланти Bktherula та на альбомі Genesis репера з Рочестера Slump6s. У серпні 2022 року Destroy Lonely випустив свій п'ятий мікстейп під назвою No Stylist. На мікстейпі наявний лише один фіт, з Ken Carson.
18 листопада 2022 року Destroy Lonely випустив делюкс-версію мікстейпу No Stylist, альбом NS+ (Ultra). Альбом містить п'ять нових пісень і названа Ultra на честь його домашнього кота.
3 березня випустив довгоочікуваний сингл If Looks Could Kill, який, як очікувалося, стане лід-синглом його дебютного студійного альбому.
5 травня 2023 року Destroy Lonely випустив свій довгоочікуваний альбом If Looks Could Kill, що складався з 25 треків і бонус-треку з Ken Carson. Два додаткових треки будуть випущені разом із CD та вініловими копіями.

## Музичний стиль
Журнал Rolling Stone згадує унікальний спосіб Destroy Lonely змінювати каденцію та використання гумористичних текстів у своїй музиці. Він вважає, що на нього вплинули такі гурти і виконавці, як Crystal Castles, Deftones і The Cure, а також репери, такі як Lil Wayne, Drake, Future, Young Thug і Playboi Carti. Брендон Каллендер з The Fader описав його музику наступним чином: «Destroy Lonely має еклектичний слух, який схиляється до мерехтливих, атмосферних бітів, які функціонують як полотна, в той час як його голос є яскравими бризками фарби».

## Дискографія

### Студійні альбоми
- 2023 — If Looks Could Kill

### Мікстейпи
- 2019 — Darkhorse
- 2020 — Underworld
- 2020 — </3
- 2020 — Overseas
- 2022 — No Stylist